# Рада народних комісарів СРСР
Рада народних комісарів СРСР (Раднарком СРСР; РНК СРСР; Уряд СРСР) (рос. Сове́т наро́дных комисса́ров СССР; Совнарком СССР; СНК СССР; Правительство СССР) — вищий колегіальний орган виконавчої та розпорядчої влади Союзу Радянських Соціалістичних Республік у період з 1923 до 1946 року.
Будучи урядом Радянського Союзу Раднарком СРСР і керовані ним наркомати відіграли ключову роль у таких значних для країни і суспільства подіях і процесах, як відновлення економіки після громадянської війни, Нова економічна політика (НЕП), колективізація, електрифікація, індустріалізація, п'ятирічні плани розвитку народного господарства, цензура, боротьба з релігією, репресії та політичні переслідування, ГУЛаг, депортація народів, окупація балтійських країн й інших територій суміжних з СРСР, організація партизанського руху, організація промислового виробництва в тилу під час німецько-радянської війни. Період діяльності РНК СРСР охоплює кілька воєн і збройних конфліктів на території Радянського Союзу і за його межами — у Європі, Центральній Азії і на Далекому Сході.